# Luis Aldunate Echeverría
Luis Justo Pastor Aldunate Echeverría (Santiago, 9 de agosto de 1872-Santiago, 4 de noviembre de 1948) fue un abogado, diplomático y político chileno, miembro del Partido Liberal (PL). Fue diputado, embajador de Chile en Francia, España y Argentina, Bélgica y los Países Bajos y, ministro de Relaciones Exteriores, Culto y Colonización del gobierno del presidente Juan Luis Sanfuentes.

## Biografía

### Primeros años y estudios
Nació el 9 de agosto de 1872 en Santiago. Sus padres fueron Luis Aldunate Carrera y Felicitas Echeverría Valdés. Estuvo casado con María Luisa Eguiguren Eguiguren, con quien tuvo dos hijos.
Realizó sus estudios en la Universidad de París. Obtuvo un bachiller en humanidades el 1 de abril de 1889; bachiller en leyes el 15 de abril de 1896 y una licenciatura en leyes el 25 de mayo de 1896, juró como abogado el 4 de julio de 1896, con su tesis: Legislación salitrera peruana y chilena.

### Trayectoria pública y política
Sus primeras actividades políticas fueron las de: Intendente de la provincia de Tarapacá desde el 16 de septiembre de 1908 hasta el 16 de julio de 1910.
Posteriormente, fue designado como ministro de Relaciones Exteriores, Culto y Colonización bajo el gobierno de Juan Luis Sanfuentes Andonaegui, sirviendo desde el 1 de julio de 1920 al 23 de diciembre de 1920. 
Fue además director del Banco Central de Chile en 1932, reelegido en 1936; director del Club Hípico de Santiago; director de la Compañía de Teléfonos de Chile (CTC). Fue primer secretario de la Legación de Chile en París desde 1902 a 1906; encargado de negocios en Bélgica y Holanda desde 1906 a 1908.
Diplomáticamente, se desempeñó como secretario general de la Confederación de Paz de La Haya en 1907. En 1921 es nombrado Ministro plenipotenciario de Chile en España y, luego embajador en Argentina (1925-1929). Fue designado ministro plenipotenciario en Francia en 1937. 
Sus aficiones literarias lo indujeron a escribir una serie de artículos sobre cuestiones internacionales en Pacífico Magazine.
Fue militante del Partido Liberal (PL).
En las elecciones parlamentarias  de 1918, resultó electo diputado por Tarapacá y Pisagua, para el período 1918-1921. Integró la Comisión de Relaciones Exteriores y Colonización.
Falleció el 4 de noviembre de 1948 en su ciudad natal.